# アクチノセン
アクチノセン(Actinocene)は、有機アクチノイド化合物の一つで、アクチノイド系列の元素を含むメタロセンである。通常、2価陰イオンのシクロオクタテトラエニル配位子(COT2-、この場合はC8H82-)2つがアクチノイド金属中心(An)と結合したサンドイッチ化合物である。酸化状態はIVで、結果として一般式はAn(C8H8)2となる。

## 例
| 名前               | 化学式    | AnIV中心 | 最初の合成 | 結晶色     | An-COT距離 (A) | 空間群 |
| ------------------ | --------- | -------- | ---------- | ---------- | -------------- | ------ |
| トロセン           | Th(C8H8)2 | Th       | 1969年     | 明るい黄色 | 2.004          | P21/n  |
| プロトアクチノセン | Pa(C8H8)2 | Pa       | 1974年     | 帯黄色     | ?              | P21/n  |
| ウラノセン         | U(C8H8)2  | U        | 1968年     | 深緑色     | 1.926          | P21/n  |
| ネプツノセン       | Np(C8H8)2 | Np       | 1970年     | 黄茶色     | 1.909          | P21/n  |
| プルトノセン       | Pu(C8H8)2 | Pu       | 1970年     | 深赤色     | 1.898          | I2/m   |

最も研究の進んだアクチノセンは、ウラノセン(U(C8H8)2)であり、1968年にアクチノセンとして初めて合成され、現在でも典型例と考えられている。既に合成された他のアクチノセンとしては、プロトアクチノセン(Pa(C8H8)2)、トロセン(Th(C8H8)2)、ネプツノセン(Np(C8H8)2)、プルトノセン(Pu(C8H8)2)がある。特に、ネプツノセンとプルトノセンは、放射線の危険性のため、1980年代まで実験的にはあまり研究されてこなかった。

## 結合
アクチノイド-シクロオクタテトラエニル間の結合は、理論化学的に関心がもたれている。計算化学により、大きな共有結合性を持つ結合は、主にアクチノイドの6d軌道と配位子のπ軌道が混成し、アクチノイドの5f軌道と配位子のπ軌道の相互作用が小さいためであることが示唆された。共有結合性により、アクチノイドに電子密度が供与される。
アナログのサンドイッチ化合物(M(C8H8)2)は、Mがランタノイドの場合にも存在するが、この場合、結合は共有結合性ではなく、主にイオン性である（詳細は、ランタノセンを参照）。